# Bosporusbroen
Bosporusbroen (tyrkisk: Boğaziçi Köprüsü, İstanbul Boğaziçi Köprüsü), også kaldet 15. juli-martyrsbroen (tyrkisk: 15 Temmuz Şehitler Köprüsü), Den første Bosporusbro (tyrkisk: 1. Boğaziçi Köprüsü) eller Første broen (tyrkisk: Birinci Köprü), er en af tre hængebroer, som krydser Bosporus-strædet (tyrkisk: Boğaziçi) i Istanbul, Tyrkiet, og på den måde forbinder Europa og Asien (sammen med Fatih Sultan Mehmet-broen og Yavuz Sultan Selim-broen). Broen forbinder Ortaköy på den europæiske side med Beylerbeyi på den asiatiske side. Broen er 1,510 m lang.
Broen er udført som hængebro med stålpyloner og et aerodynamisk dæk, der bæres af stålkabler. Afstanden mellem pylonerne er 1,074 m. Broen var verdens fjerde længste hægebro ved indvielsen i 1973 og den længste udenfor USA. Det var den første bro, der forbandt Balkan med Anatolien – og dermed Europa med Asien. Oprindeligt kunne også fodgængere bruge broen, men mange brugte broen til at begå selvmord og den er derfor forbeholdt bilister.
Bosporusbroen er en motorvejsbro med i alt otte baner, hvoraf to anvendes som nødspor. De anvendes fleksibelt, sålees at der i myldretiden f.eks. er seks baner i vestgående retning (mod Europa), mens kun to anvendes til østgående trafik. Bilist nr. 1 mia. passerede broen 29. december 1997. Der opkræves en broafgift på Asien-siden, men kun for trafik ind i Asien.
Under militærkupforsøget den 15. juli 2016 tog en gruppe soldater kontrollen med broen og lukkede broen delvist af. Den 25. juli 2016 offentliggjorde premierminister Binali Yıldırım beslutningen fra den tyrkiske regeringen om at broen vil blive formelt omdøbt 15 Temmuz Şehitler Köprüsü (15. juli-martyrsbroen), til minde om dem der gjorde modstand mod det mislykkede militærkup og blev dræbt.